# Ester, Alaska
Ester är en ort i Fairbanks North Star Borough i delstaten Alaska, USA.